# Philippe Lucas (football)
Pour les articles homonymes, voir Lucas.
Ne doit pas être confondu avec Philippe Lucas, entraîneur de natation français
Philippe Lucas est un footballeur français né le 1er novembre 1963 à Saint-Cloud.

## Biographie
En 1978, avec la Ligue de l'Ouest, il est finaliste de la Coupe de France Minimes.
Il commence en professionnel dans son club formateur, l'EA Guingamp, en Division 2, où durant cette période, il découvre l'équipe de France Juniors.
Il poursuit et termine sa formation au FC Sochaux-Montbéliard en même temps que la génération dorée des Franck Sauzée, Stéphane Paille, Gilles Rousset et débute en Division 1 par une défaite 1-3 à Laval le 10 août 1982. Mais cette génération dorée se révèle au grand jour en Division 2 lors de la saison 1987-1988, permettant au club sochalien de retrouver aisément l'élite du football français juste une saison après l'avoir quitté. Saison ponctuée par la finale de la Coupe de France, perdue face au FC Metz (1-1 et 4-5 aux tirs-au-but).
Le club sochalien continue sur sa lancée en terminant à la 4e place du championnat en 1989 et en 1990, permettant à Philippe Lucas de découvrir la Coupe d'Europe lors de la saison 1989-1990.
S'ensuivent deux saisons plus compliquées, alors Philippe Lucas, milieu de terrain très polyvalent et convoité, rejoint les Girondins de Bordeaux en 1992 avec un autre sochalien, Laurent Croci. À Bordeaux, il rejoue le haut du tableau et retrouve la Coupe de l'UEFA lors de la saison suivante. Il termine sa carrière professionnelle à l'issue de la saison 1995-1996, ayant vu le club bordelais peiner en championnat (16e), mais atteindre la finale de la Coupe de l'UEFA contre le Bayern Munich (0-2,1-3). 
Finalement, il aura joué 372 matches en Division 1 (pour 2 buts marqués), 84 matches (+2 pour le trophée de champion) en Division 2 (pour 5 buts marqués), 22 matches en Coupe de l'UEFA et 6 matches en Coupe Intertoto.
En plus des Juniors, Philippe aura été aussi sélectionné en Équipe de France Espoirs à 13 reprises.
Il est aujourd'hui entraîneur des moins de 18 ans à Bordeaux.

## Palmarès

### Joueur
- Finaliste de la Coupe de l'UEFA en 1996 avec les Girondins de Bordeaux
- Finaliste de la Coupe de France en 1988 avec le FC Sochaux
- Vice-champion de France de Division 2 en 1988 avec le FC Sochaux

#### Statistiques
- 372 matches et 2 buts en Division 1
- 86 matches et 6 buts en Division 2

### Entraîneur
- Finaliste de la coupe Gambardella en 2008 (défaite face à Rennes 0/3)
- Vainqueur de la coupe Gambardella en 2013 (victoire face à Sedan 1/0)